# Sailly-Saillisel British Cemetery
Sailly-Saillisel British Cemetery is een begraafplaats gelegen in de Franse plaats Sailly-Saillisel (Somme). De militaire graven worden onderhouden door de Commonwealth War Graves Commission.
De begraafplaats telt 471 geïdentificeerde Gemenebest graven uit de Eerste Wereldoorlog.